# Шинтоизам
Шинтоизам, у преводу „пут богова“/„божји пут“, јестe јапанска аутохтона религија. Њено име је у ствари кинеског порекла, а чиста јапанска реч за ову религију би била „ками-мићи“, мада та реч није стандардизована и не користи се, тј. постоји само у теорији. Главне књиге шинтоизма су „Кођики“ и „Нихоншоки“, а потичу из 8. века. Религија садржи елементе анимизма, политеизма и шаманизма. Доласком будизма, будизам се морао прилагодити шинтоизму и тако је коначно шинтоизам обликован у својој коначној фази. Божанства („камији“) су духови природних сила. Од прабожанстава сестре и брата Изанами и Изанаги потекли су остали богови; они су створили земљу комешајући првобитни океан небеским копљем од драгуља и јапанскa острва на којима је први владар (Џиму) био унук богиње сунца Аматерасу, а даљи цареви су такође били њени потомци. Дакле, цареви, као и народни хероји, имају божанско порекло. Јапанска реч за цара, „tennō“ значи „небески цар“. Тек се 1946. цар Хирохито одрекао свог „божанског порекла“.
Готово свака планина у Јапану има свог бога. Најпознатија и најупечатљивија планина Јапана је планина Фуџи, света планина Јапанаца. Њена богиња је Сенген-Сама. Сваке године у зору ходочасници се пењу на планину како би гледали излазак сунца, а сама Фуџи је честа инспирација многобројним уметницима. Један од најпознатијих шинтоистичких храмова налази се на планини Фуџи.
Чак 80% популације у Јапану учествује у шинто пракси или ритуалима, али се само мали проценат њих идентификује као „шинтоисти” у истраживањима. То је зато што шинто има различита значења у Јапану. Већина Јапанаца посећује шинто светилишта и моли се камију без припадања институционалној шинто религији. Не постоје формални ритуали да би започело са практиковањем „народног шинтоа”. Стога се „шинтоистичко чланство” често процењује бројећи само оне који се придружују организованим шинтоистичким сектама. Постоји око 81.000 шинтоистичких храмова и око 85.000 свештеника у земљи. Према истраживањима спроведеним 2006. и 2008. године, мање од 40% популације Јапана се идентификује са организованом религијом: око 35% су будисти, 3% до 4% су чланови шинтоистичких секти и изведених религија. Године 2008, око 26% учесника је изјавило да често посећују шинтоистичка светилишта, док је само 16,2% изразило генерално веровање у постојање бога или богова (神).

## Дефиниција
Не постоји универзално прихваћена дефиниција шинтоизма. Међутим, аутори Џозеф Кали и Џон Дагил су изјавили да ако постоји „једна једина, широка дефиниција шинтоизма“ која би се могла изнети, то би било да је „шинтоизам вера у ками“, натприродне ентитете у центру религије. Јапанолог Хелен Хардејкр је изјавила да „шинтоизам обухвата доктрине, институције, ритуале и заједнички живот заснован на обожавању камија“, док је проучавалац религије Иноуе Нобутака приметио да се термин „шинто“ „често користи“ у „позивању на ками богослужење и сродне теологије, ритуале и праксе“. Разни научници су практичаре шинтоизма називали шинтоистима, иако овај термин нема директан превод на јапански језик.
Научници су дебатовали у ком тренутку историје је легитимно почети говорити о шинтоизму као специфичном феномену. Научник религије Нинијан Смарт је сугерисао да би се могло „говорити о ками религији Јапана, која је живела у симбиози са организованим будизмом, а тек касније је институционализована као шинтоизам.“ Док је у Јапану до 8. века постојало неколико институција и пракси које су сада повезане са шинтоизмом, различити научници су тврдили да је шинтоизам као посебна религија у суштини „измишљен“ током 19. века, у јапанској меиџи ери. Изучавалац религије Брајан Бокинг је нагласио да, посебно када се ради о периодима пре меиџи ере, термину шинтоизам треба „прилазити са опрезом“. Иноуе Нобутака је изјавио да се „шинтоизам не може сматрати јединственим религијским системом који је постојао од античког до модерног периода“, док је историчар Курода Тошио приметио да „пре модерног времена шинтоизам није постојао као независна религија“.

### Категоризација
Многи научници описују шинтоизам као религију, термин који је први пут преведен на јапански као shūkyō у време меиџи рестаурације. Неки практичари уместо тога посматрају шинтоизам као „начин“, карактеришући га више као обичај или традицију, делимично као покушај да се заобиђе савремено раздвајање религије и државе и обнове шинтоистичке историјске везе са јапанском државом. Штавише, многе категорије религије и религиозности дефинисане у западној култури „не могу се лако применити“ на шинтоизам. За разлику од религија познатих у западним земљама, као што су хришћанство и ислам, шинтоизам нема јединственог оснивача, нити било какав канонски текст. Западне религије имају тенденцију да наглашавају искључивост, али у Јапану се дуго сматрало прихватљивим истовремено практиковати различите верске традиције. Јапанска религија је стога веома плуралистичка. Шинтоизам се често наводи поред будизма као једна од две главне јапанске религије, и те две се често разликују у фокусу, при чему будизам наглашава идеју трансцендирања космоса, за који сматра да је препун патње, док се шинтоизам фокусира на прилагођавању животним прагматичним захтевима. Шинтоизам је интегрисао елементе религија увезених из континенталне Азије, као што су будизам, конфучијанизам, таоизам и кинеске праксе прорицања, и дели карактеристике попут политеизма са другим источноазијским религијама.

Неки научници предлажу да говоримо о типовима шинтоизма као што су популарни шинтоизам, народни шинтоизам, домаћи шинтоизам, секташки шинтоизам, царски шинтоизам, светилишни шинтоизам, државни шинтоизам, нове шинтоистичке религије, итд. уместо да шинто сматрамо јединственим ентитетом. Овај приступ може бити од помоћи, али намеће се питање шта се подразумева под 'шинтоизмом' у сваком случају, посебно зато што свака категорија укључује или има инкорпориране будистичке, конфучијанске, таоистичке, народне верске и друге елементе.

учењак религије Брајан Бокинг
Научници религије су расправљали о томе како да се класификује шинтоизам. Иноуе га је сматрао делом „породице источноазијских религија“. Филозоф Стјуарт Д. Б. Пикен је предложио да се шинтоизам класификује као светска религија, док га је историчар Х. Бајрон Ерхарт назвао „главном религијом“. Шинтоизам се такође често описује као аутохтона религија, иако то изазива дебате о различитим дефиницијама „аутохтоног“ у јапанском контексту. Појам шинтоизма као јапанске „аутохтоне религије“ проистекао је из раста модерног национализма између периода едо и меиџи; ово гледиште је промовисало идеју да је шинтоистичко порекло било праисторијско и да представља нешто попут „основне воље јапанске културе“. Истакнути шинтоистички теолог Сокио Оно, на пример, рекао је да је обожавање камија „израз“ јапанске „домаће расне вере која је настала у мистичним данима далеке антике“ и да је „аутохтоно колико и људи који су довели јапанску нацију у постојање“. Многи научници ову класификацију сматрају нетачном. Ерхарт је приметио да је шинтоизам, пошто је апсорбовао много кинеског и будистичког утицаја, „превише сложен да би се једноставно означио [као] аутохтона религија“. Почетком 21. века постало је све чешће да практичари називају шинтоизам религијом природе, што су критичари видели као стратегију за одвајање традиције од контроверзних питања која окружују милитаризам и империјализам.
Шинтоизам показује значајне локалне варијације; антрополог Џон К. Нелсон је приметио да то „није јединствен, монолитан ентитет који има јединствен центар и сопствени систем“. Идентификовани су различити типови шинтоизма. „Светилишни шинтоизам“ се односи на праксе усредсређене на светилишта, а „домаћи шинтоизам“ на начине на које се ками поштују у дому. Неки научници су користили термин „народни шинтоизам“ да означе локализоване шинтоистичке праксе, или праксе ван институционализованог окружења. У различитим епохама прошлости, постојао је и „државни шинтоизам“, у коме су шинтоистичка веровања и обичаји били блиско повезани са јапанском државом. У представљању „термина у облику портмантоа“ за многе различите традиције широм Јапана, термин „шинтоизам“ је сличан термину „хиндуизам“, који се користи за описивање различитих традиција широм јужне Азије.

## Шинтоистичка светилишта
Светилишта се граде у част камијима или бившим царевима. У све шинтоистичке вртове се улази кроз врата која се називају тори. Тори раздваја светилиште од обичног света изван њега. Врата могу бити и доста удаљена од центра. Људи одлазе у храм како би се склонили од буке и притиска свакодневног живота. Понекад се у храмовима каче мале молитве које су написали посетиоци. Јапанци често купују мале плочице, такозване еме које каче у храмовима или светилиштима. Еме су захтеви за помоћ од камија.
Шинтоизам је главна јапанска религија, али често су будистички храмови саграђени унутар шинтоистичких светилишта. Зен будисти граде мирне вртове као места за медитацију. Уместо разнобојног цвећа, ту је камење, песак и трава. Цртање узорка на песку само за себе може бити добра медитација. У ствари, у Јапану будизам и шинтоизам су толико помешани да нема разлике између њих. Може се слободно рећи да су постале једна религија, тачније шинтоизам са примесама будизма. Иако се један број Јапанаца изјашњава као шинтоисти, а други као будисти, између њих уопште нема разлике, као ни између њихових веровања. Разлика је само у јавном изјашњавању. То је слично као и у Кини, где јавно постоје три религије-будизам, конфучијанизам и таоизам, а у пракси су измешане и стопљене у једну религију. Ово показује да је будизам у самом почетку стварања због своје атеистичке природе био предодређен да се утопи у веће религије и да само задржи своје име, иако се прави будизам као пракса задржао само у својој постојбини — Индији.
Удружење шинто светилишта појавило се након Другог светског рата, када је нови јапански устав гарантовао слободу религије и забранио држави да подржава шинто као државну религију, а агенција која је водила финансијске и друге послове храмова је распуштена. Широм Јапана постојало је више од 8.000 храмова, а пошто је земља била опустошена ратом, људи су осећали потребу за вером. Да би одржали храмове, свештеници и друге главешине храмова удружили су се у организацију под називом Удружење шинто храмова. Данас то удружење води рачуна о одржавању храмова, обуци свештеника и обележавању религиозних празника.
У шинтоизму, јапански цар је дуго времена сматран особом која чува веру. Царска палата обухвата и три посебна храма које посећује и сам цар. Царска породица такође одржава посебну везу са храмом богиње Сунца у месту Исе у Јапану, што представља најсветији од свих шинто храмова. За празнике, цар у храм шаље посебне дарове, а обично храм тада посећује и неки члан царске породице. По традицији, у храму служи неки женски члан породице и то као члан високог свештенства. То је и место на коме се објављују важне вести које се тичу царске породице. Традиција која повезује цара и шинто религију назива се царском шинто религијом.

## Шинтоистички фестивали
Постоји безброј локалних фестивала у Јапану јер скоро сваки храм/светилиште има властити фестивал. Већина фестивала се одржава једном годишње и слави догађаје као што су жетва, почетак фармерске сезоне или обележавају историјске догађаје. Фестивали могу трајати и по неколико дана. Важан део шинтоистичких фестивала су процесије. Ками (шинтоистички дух/бог) се носи кроз улице у микошију (преносном светилишту), а носе га посебно обучени људи.

## Правила шинтоизма
За разлику од осталих религија, шинтоизам нема нека одређена морална правила којих се верници морају придржавати. То је више религија окренута ритуалима. Такође уопште није потребно да се неко јавно изјасни као верник нити је приморан да верује у шинто божанства. Шинтоизам не проповеда да је то једина исправна и истинита религија и да су друге лажне, а ни верници уопште немају ни верске обавезе. Једино што карактерише ову религију је мацури или поклон божанству, као и ханами („поглед на цвеће“) фестивал. Мацури је уопштен назив за фестивал поклоњен божанствима, посебно богињи Аматерасу но Микото. Реч „микото“ значи „његова/њена Висост“, а употребљава се само после имена богова а ређе царева и великих хероја.

## Литерарни извори
Шинтоизам нема уцељену теологију нити посветну књигу као што је у хришћанству Библија и религиозне забелешке са религиозним садржајима су настале после доласка будизма. Извори шинтоистичке митологије су компилације хроника Коџики (записи о старим стварима) и Нихоншоки (Кринија Јапана) из 8. века које је требало да утврде моћ цара наглашавајући његову божанску суштину и Коџики је била састављена по налогу цара 711-712. година. и бави се стварањем света и боговима који су били преци цара. Нихонишоки је хроника која је завршена 720. године која је под утицајем корејских и кинеских дела и део је компилација Рикуруши шест народних хроника Јапана. Међу даље изворе спада Когушуи (пабирци давних догађања) из 807. године. Каснијим извором је Јино Шотоки (Хронике стварних родова божанских царева) из 14. века.